# Eonium
Eonium (Aeonium) je rod sukulentních subtropických rostlin z čeledi tlusticovité (Crassulaceae). Je známo přibližně 35-40 druhů, většina v Makaronésii – nejvíce na Kanárských ostrovech, dva druhy na Madeiře. Několik málo druhů se vyskytuje také v Africe. V Evropě udává Flora Europaea jen jeden druh – Aeonium arboreum na pobřeží Portugalska.

## Popis
Dužnatá růžice listů roste na krátkém či delším stonku, vzácněji přisedle. Květenství se skládá z četných, nejčastěji bílých či žlutých květů.

## Vybrané druhy
- Aeonium arboreum (syn. Aeonium manriqueorum)
- Aeonium balsamiferum
- Aeonium canariense – eonium kanárské
- Aeonium castello-paivae
- Aeonium ciliatum
- Aeonium cuneatum – eonium klínolisté
- Aeonium davidbramwellii – eonium Bramwellovo
- Aeonium decorum – eonium zdobné
- Aeonium glandulosum
- Aeonium glutinosum
- Aeonium goochiae – eonium Goochové
- Aeonium haworthii
- Aeonium hierrense
- Aeonium holochrysum – eonium zlatožluté
- Aeonium korneliuslemsii
- Aeonium lancerottense
- Aeonium lindleyi – eonium Lindleyovo
- Aeonium nobile
- Aeonium palmense – eonium palmenské
- Aeonium percarneum – eonium růžové
- Aeonium pseudourbicum
- Aeonium rubrolineatum
- Aeonium saundersii
- Aeonium sedifolium – eonium rozchodníkolisté
- Aeonium simsii – eonium Simsovo
- Aeonium smithii
- Aeonium spathulatum – eonium kopisťovité
- Aeonium subplanum – eonium ploché
- Aeonium tabulaeforme – eonium talířovité
- Aeonium undulatum – eonium zvlněné
- Aeonium urbicum – eonium městské
- Aeonium valverdense
- Aeonium virgineum

## Galerie

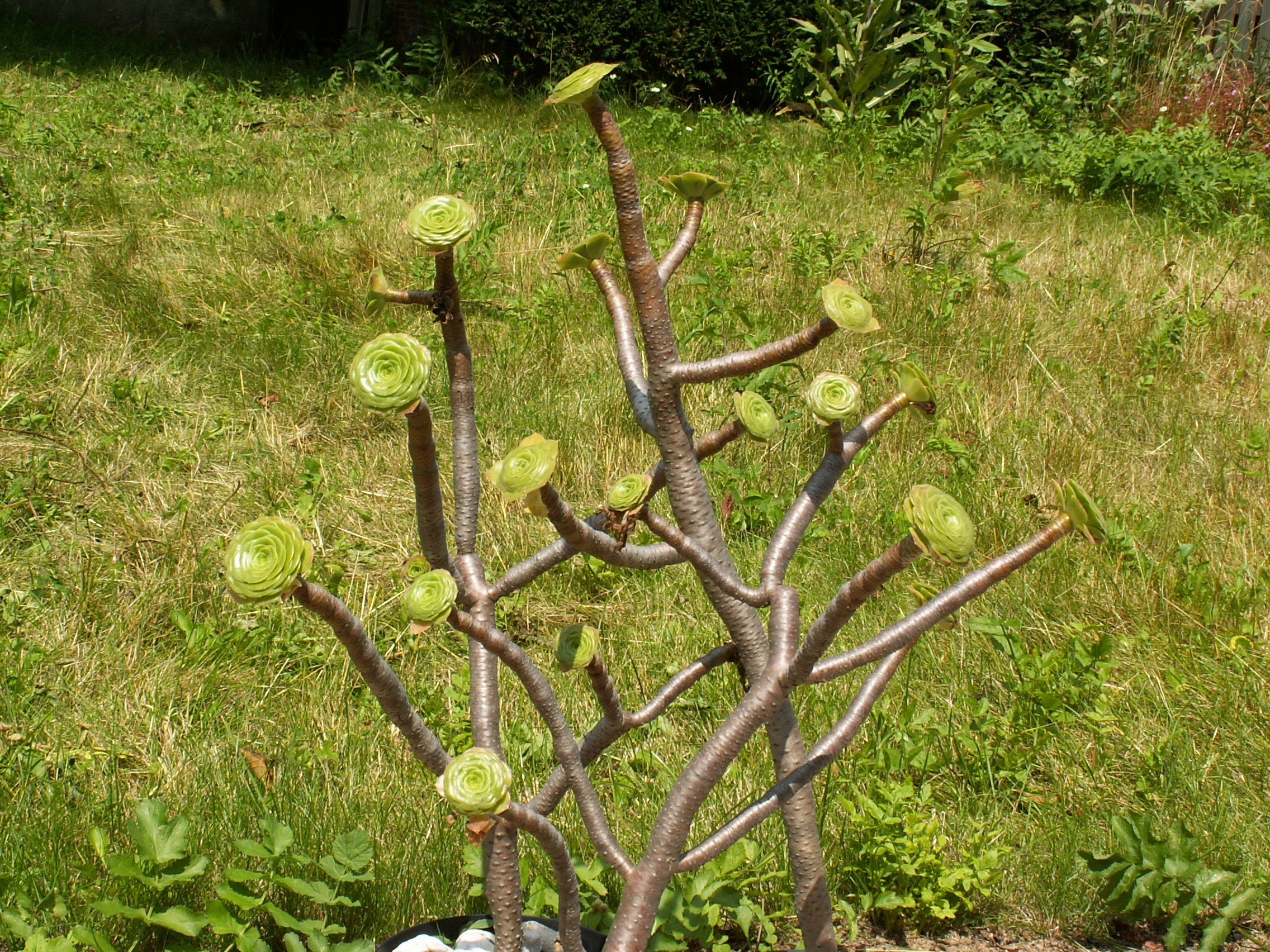
Aeonium arboreum
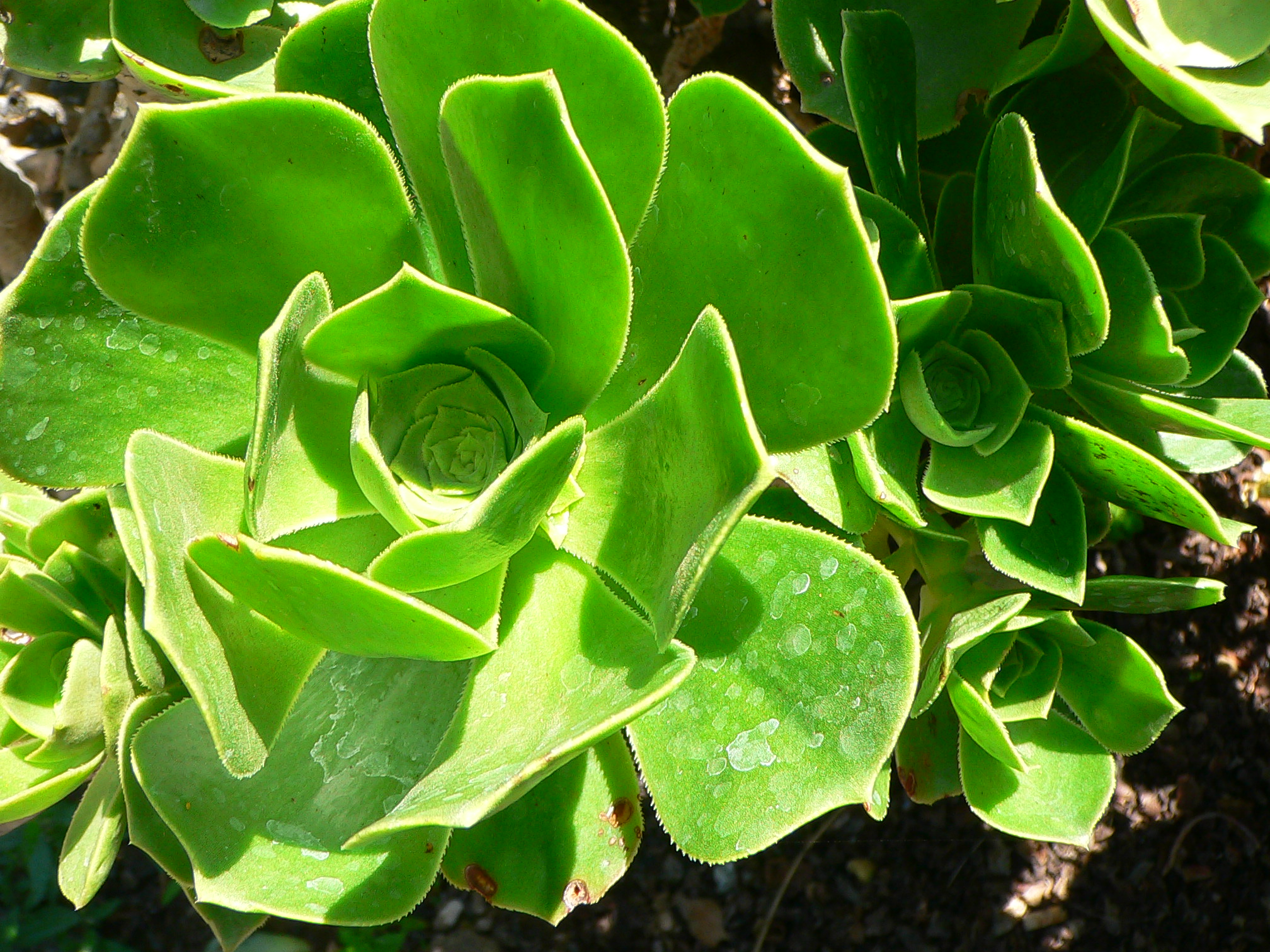
Aeonium balsaminiferum
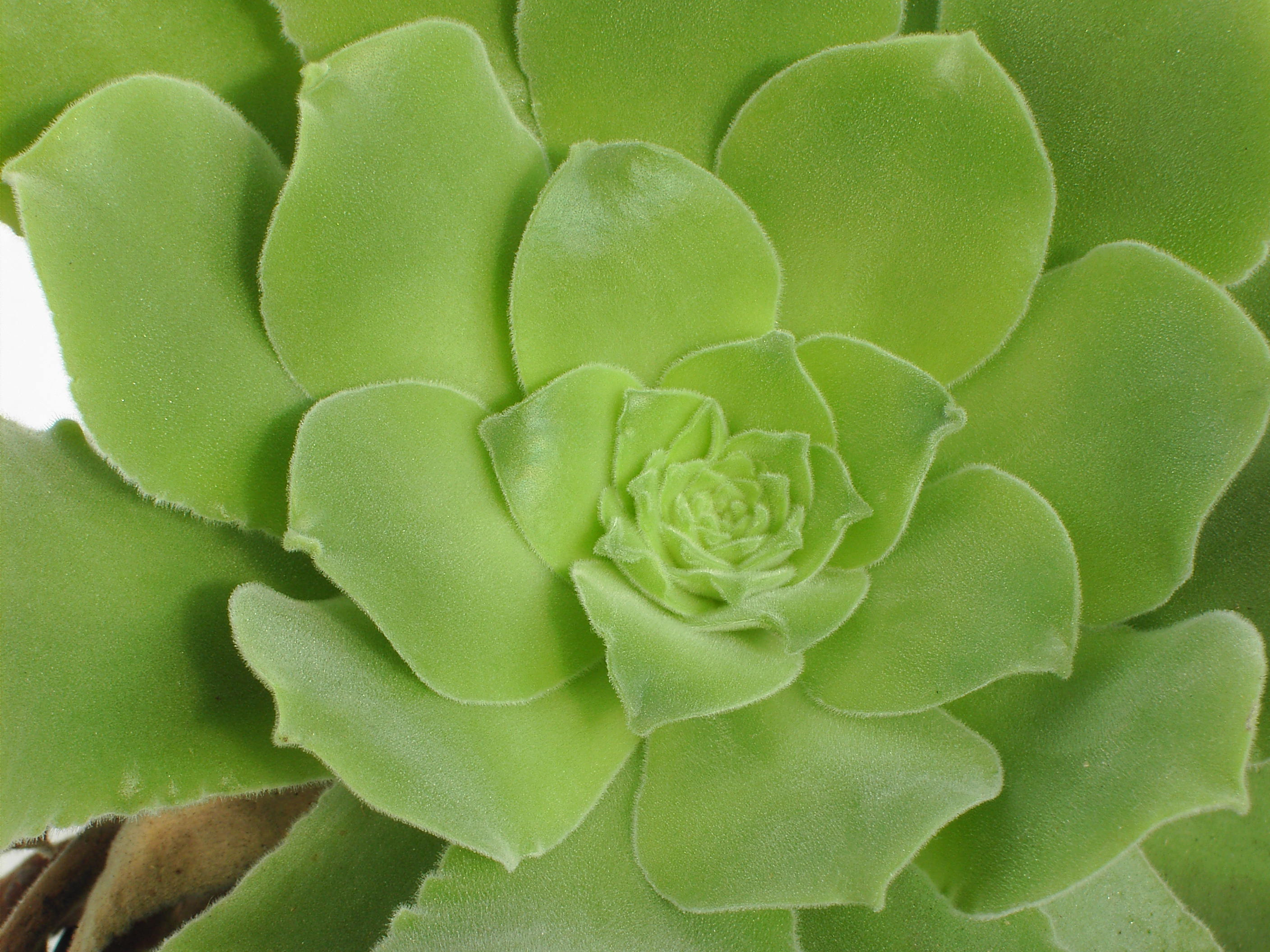
Aeonium canariense
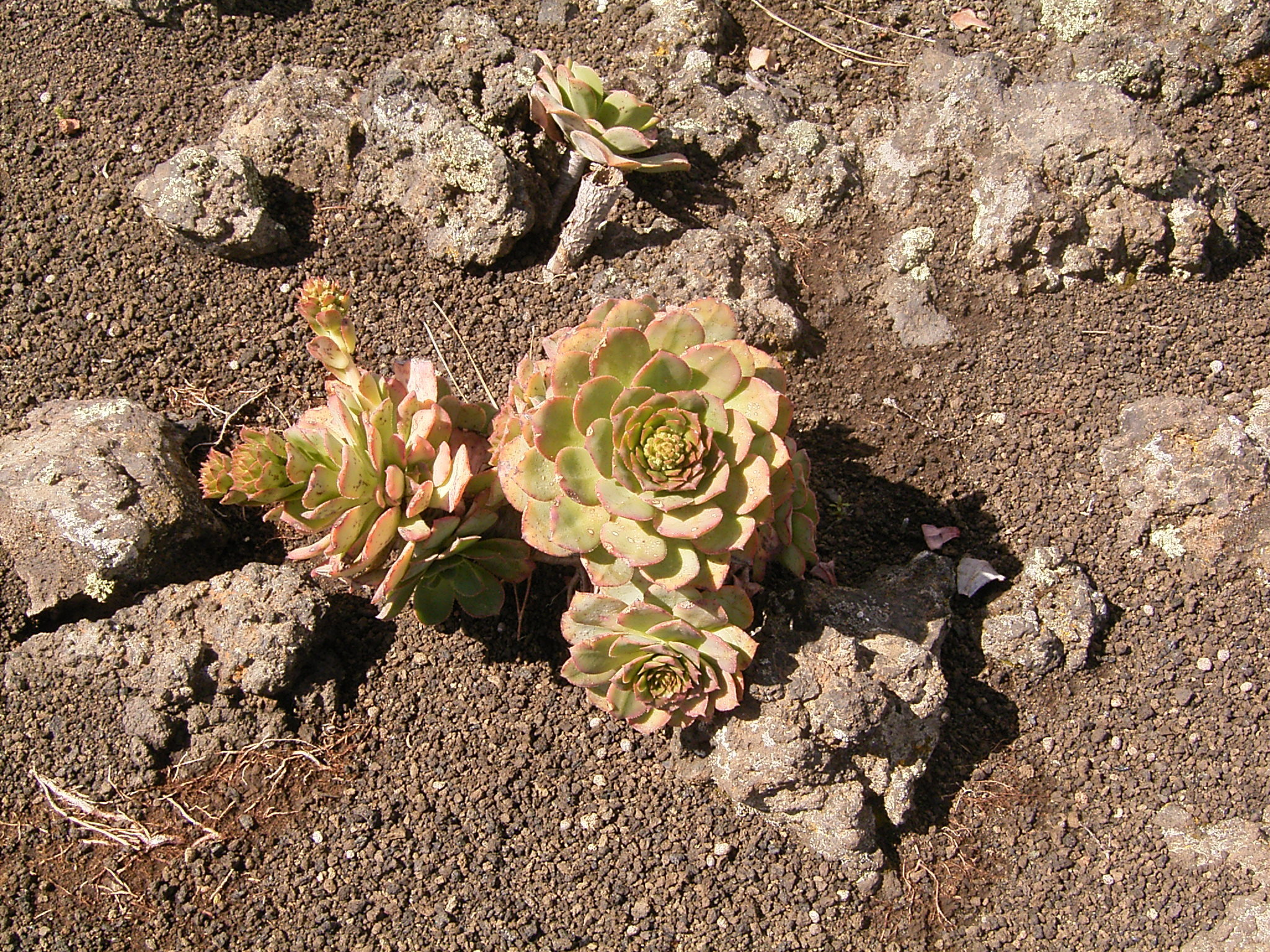
Aeonium ciliatum
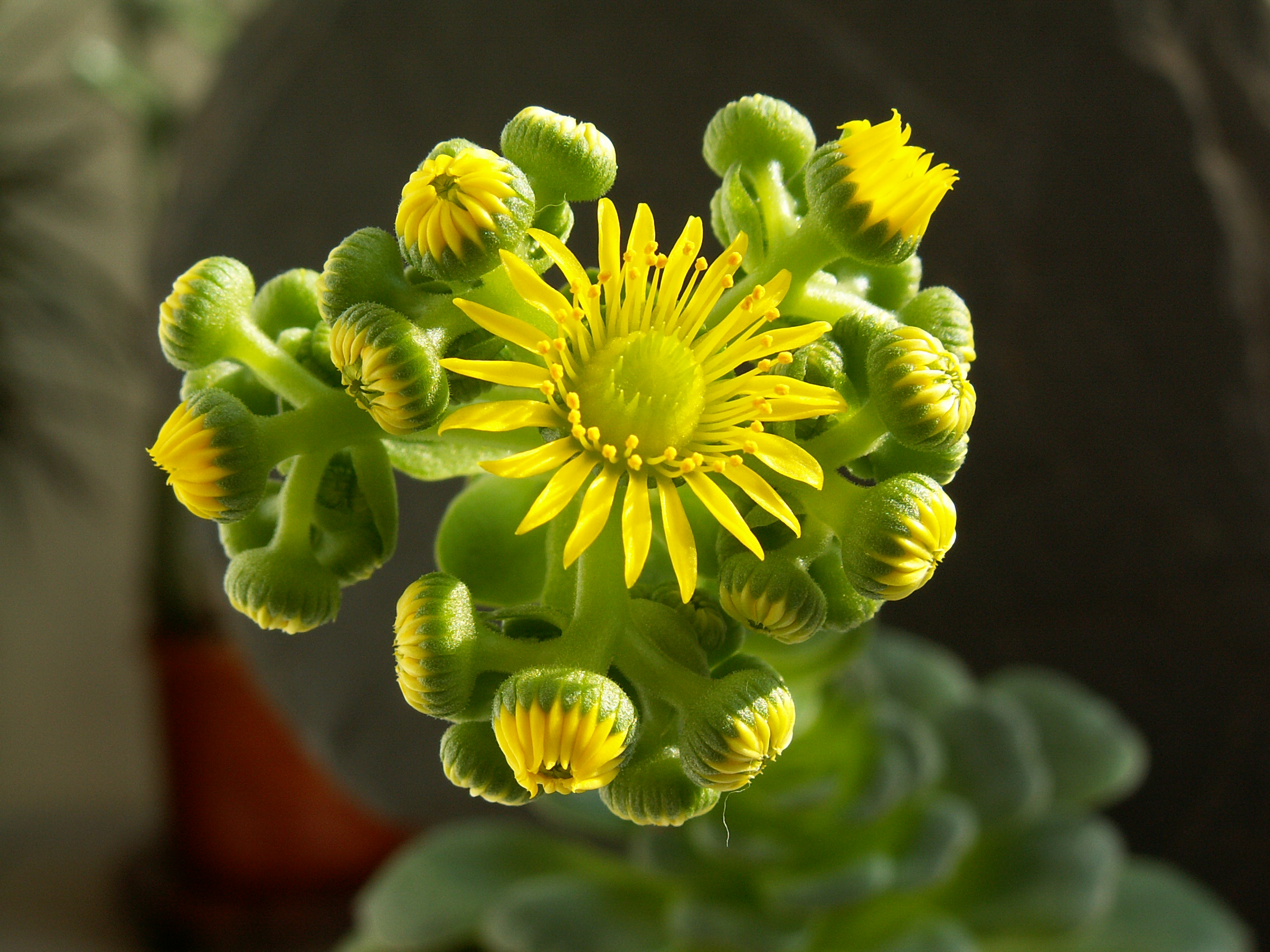
Aeonium dodrantale
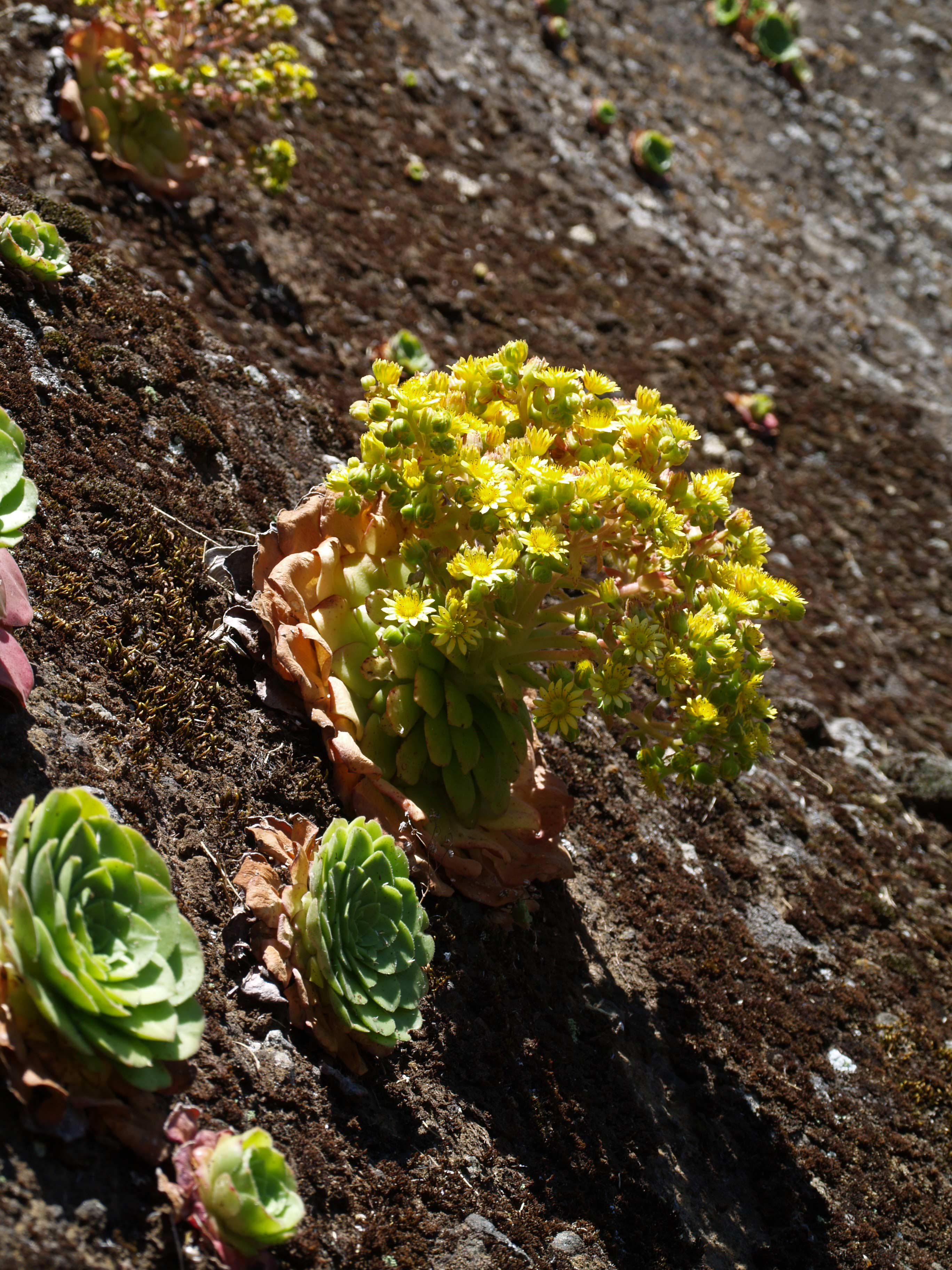
Aeonium glandulosum
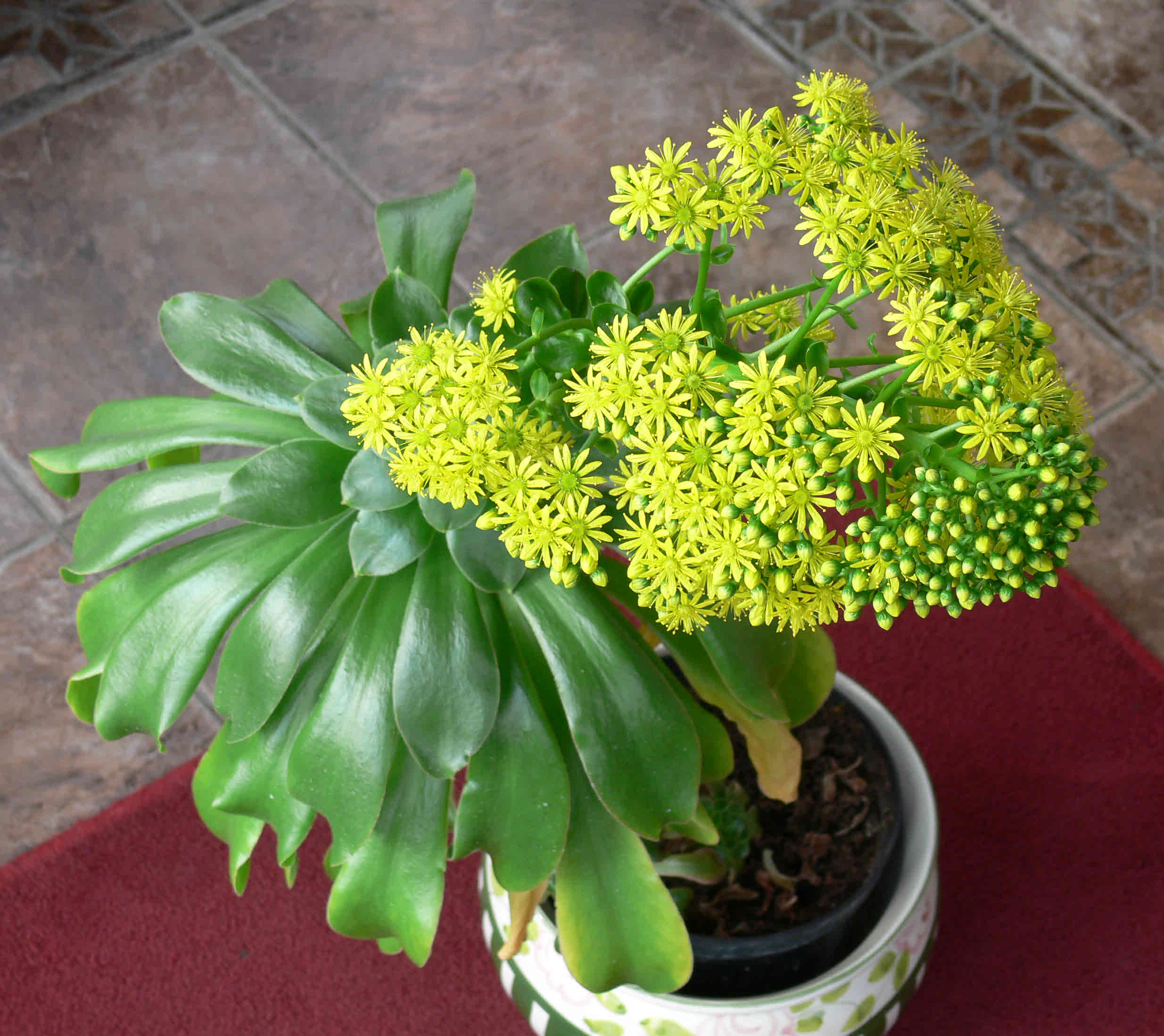
Aeonium glutinosum
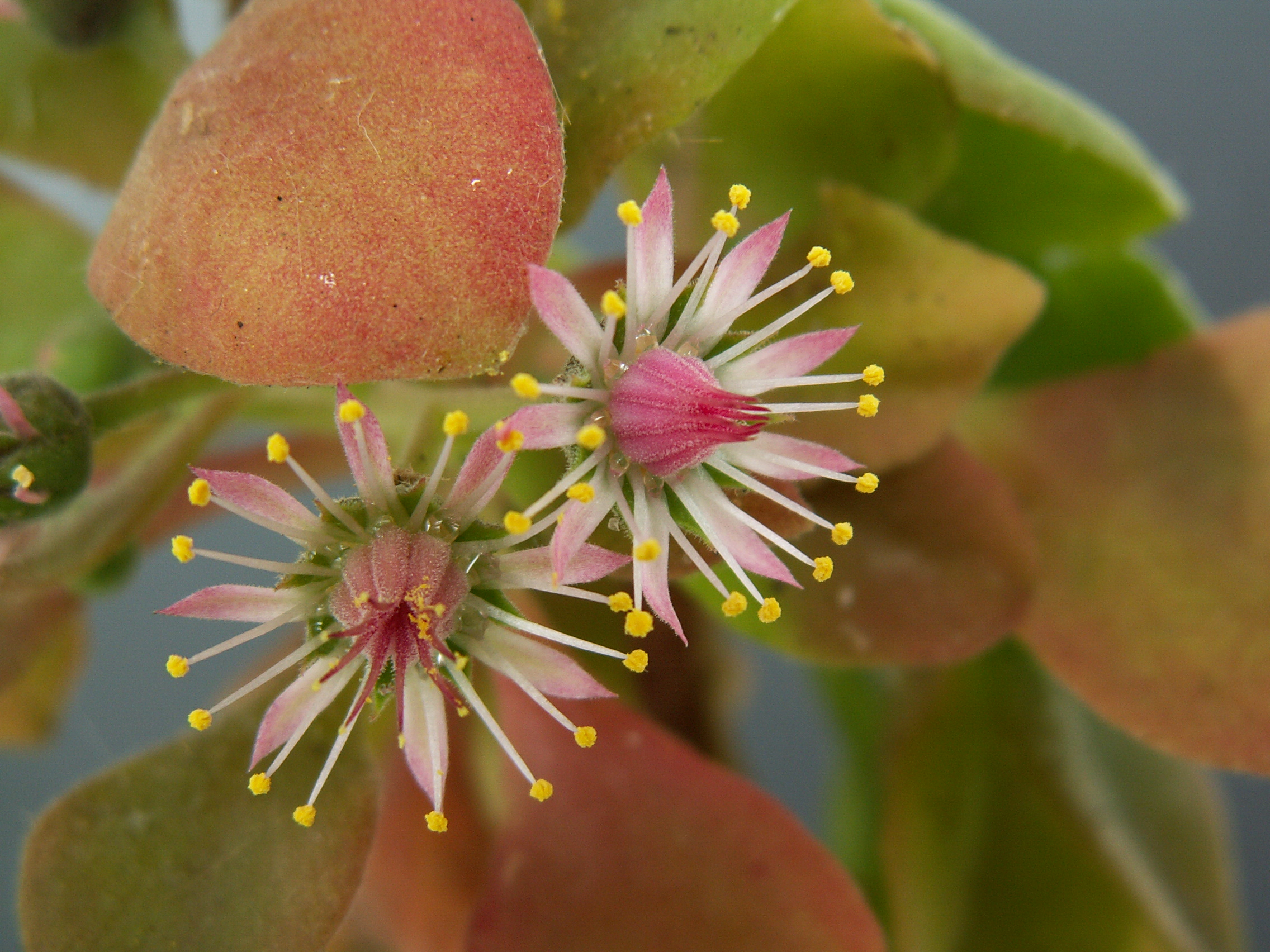
Aeonium goochiae
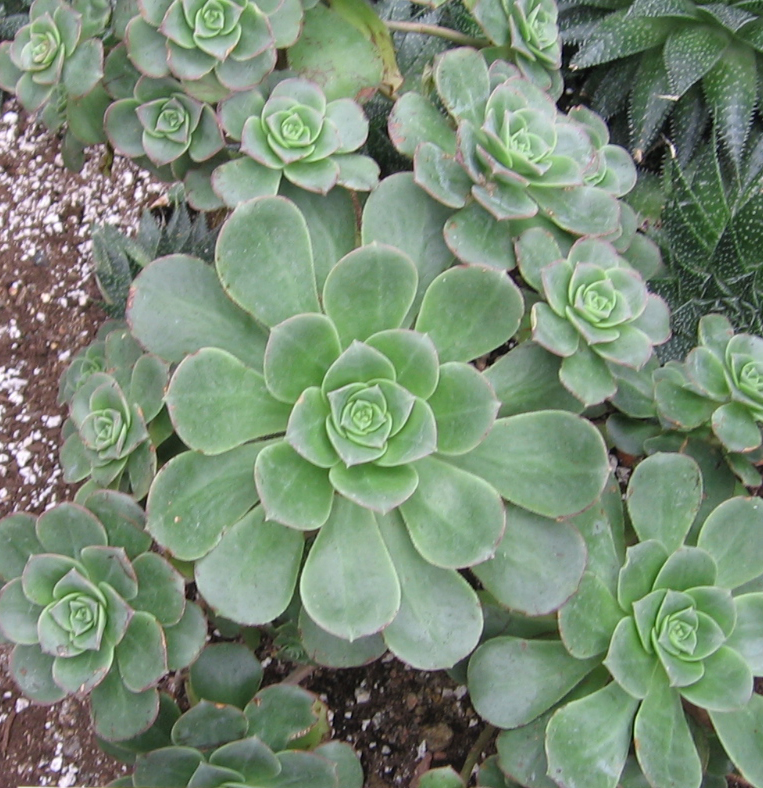
Aeonium haworthii
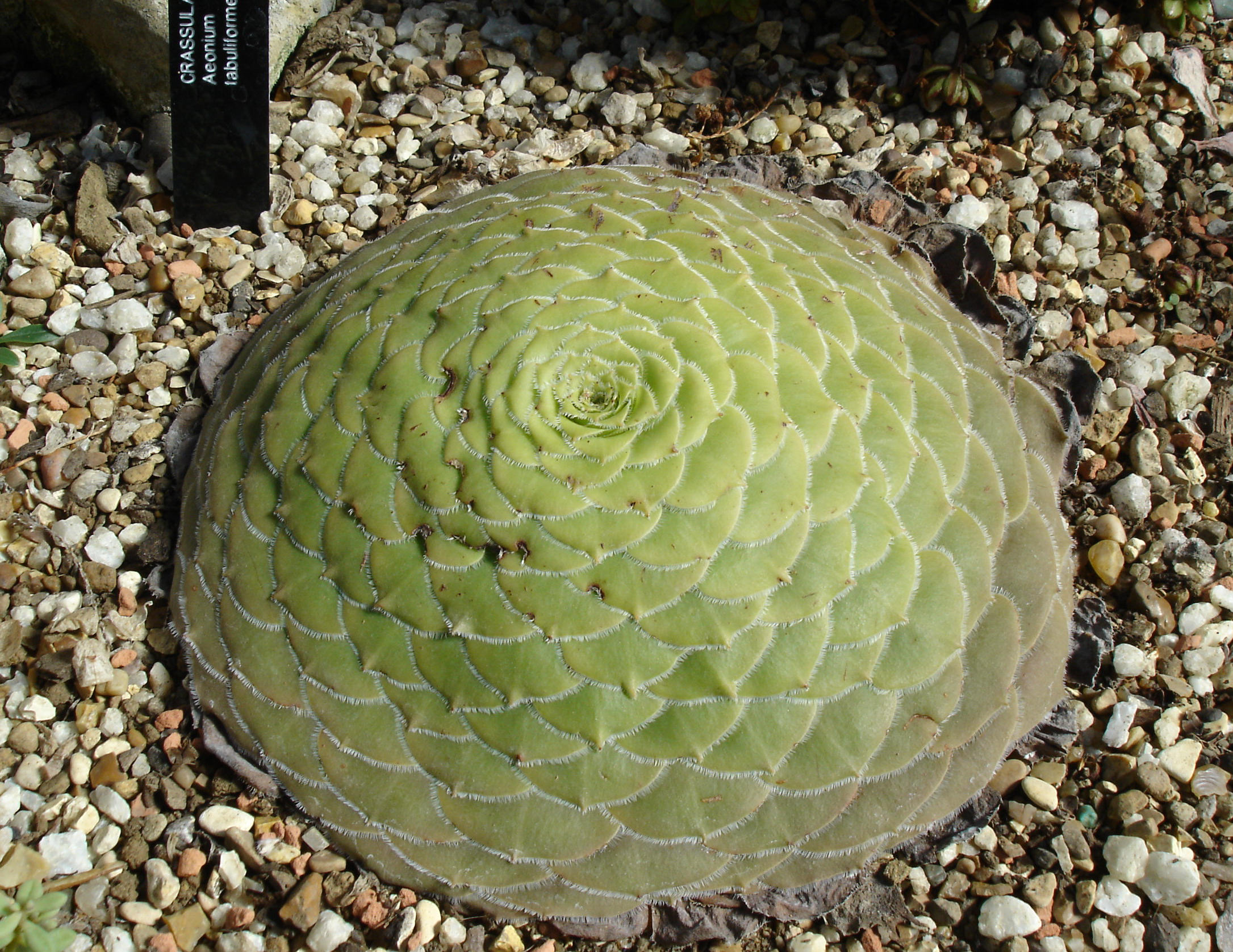
Aeonium labuliforme
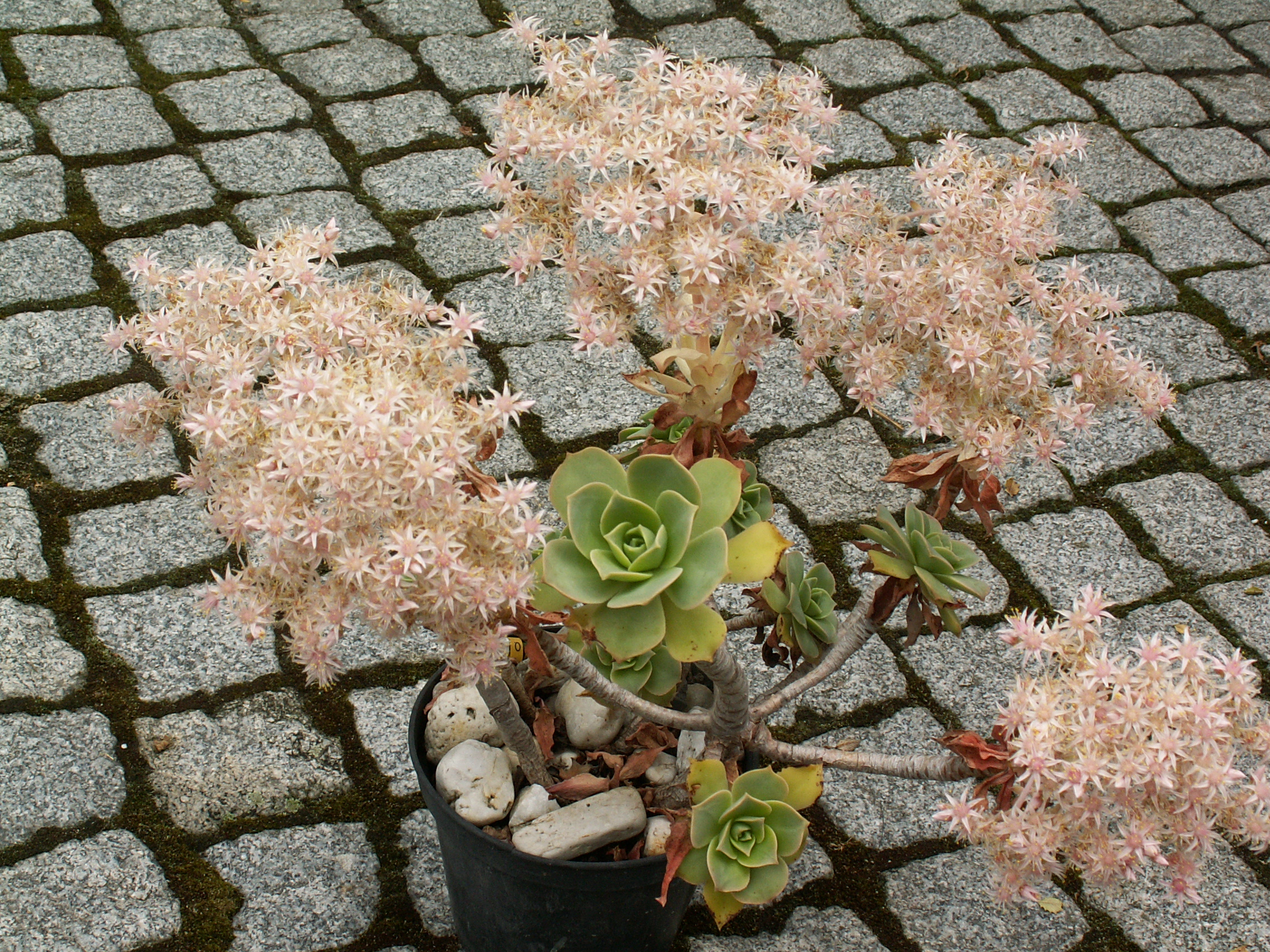
Aeonium lancerottense
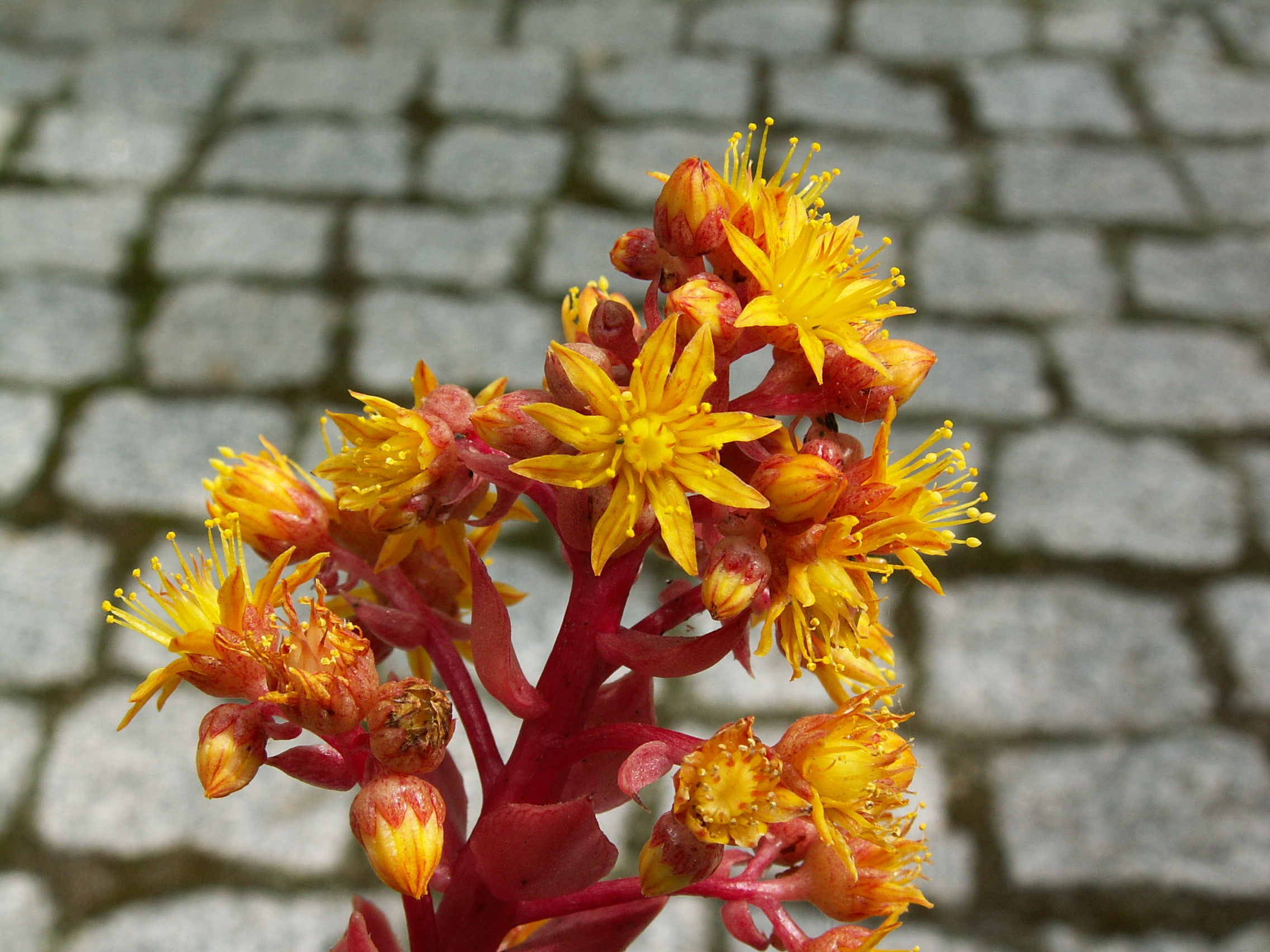
Aeonium leucobleferum
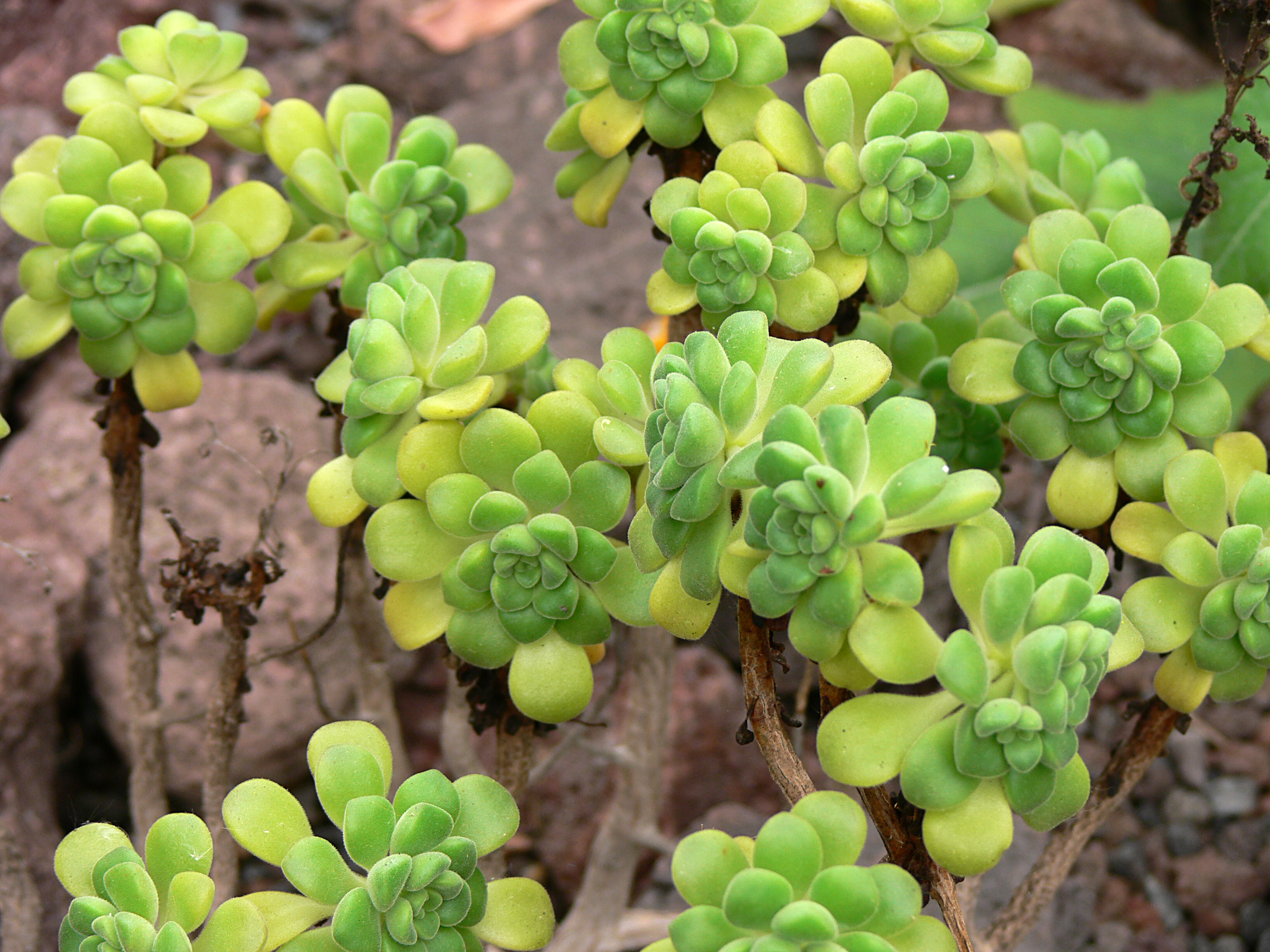
Aeonium lindleyi
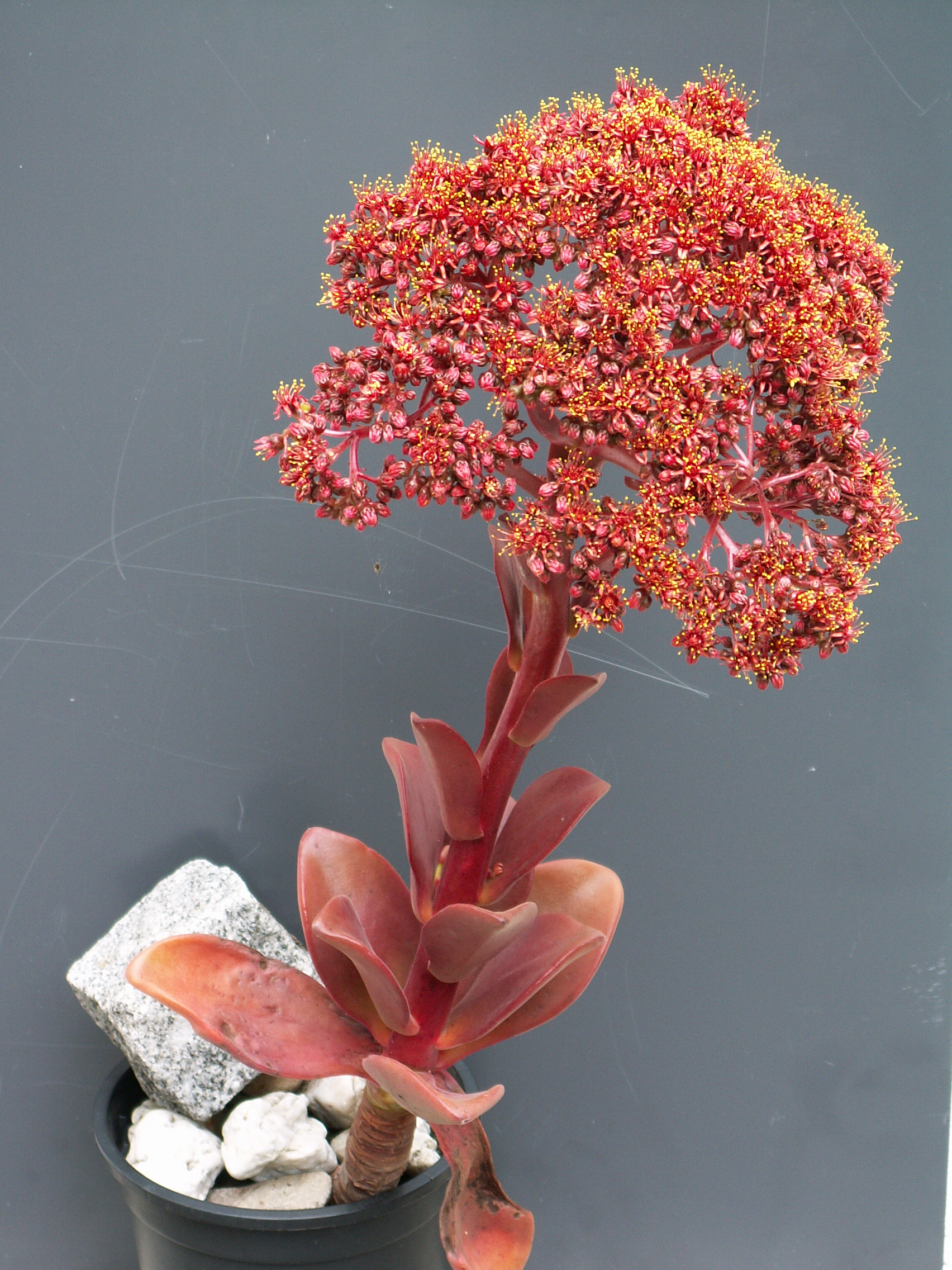
Aeonium nobile
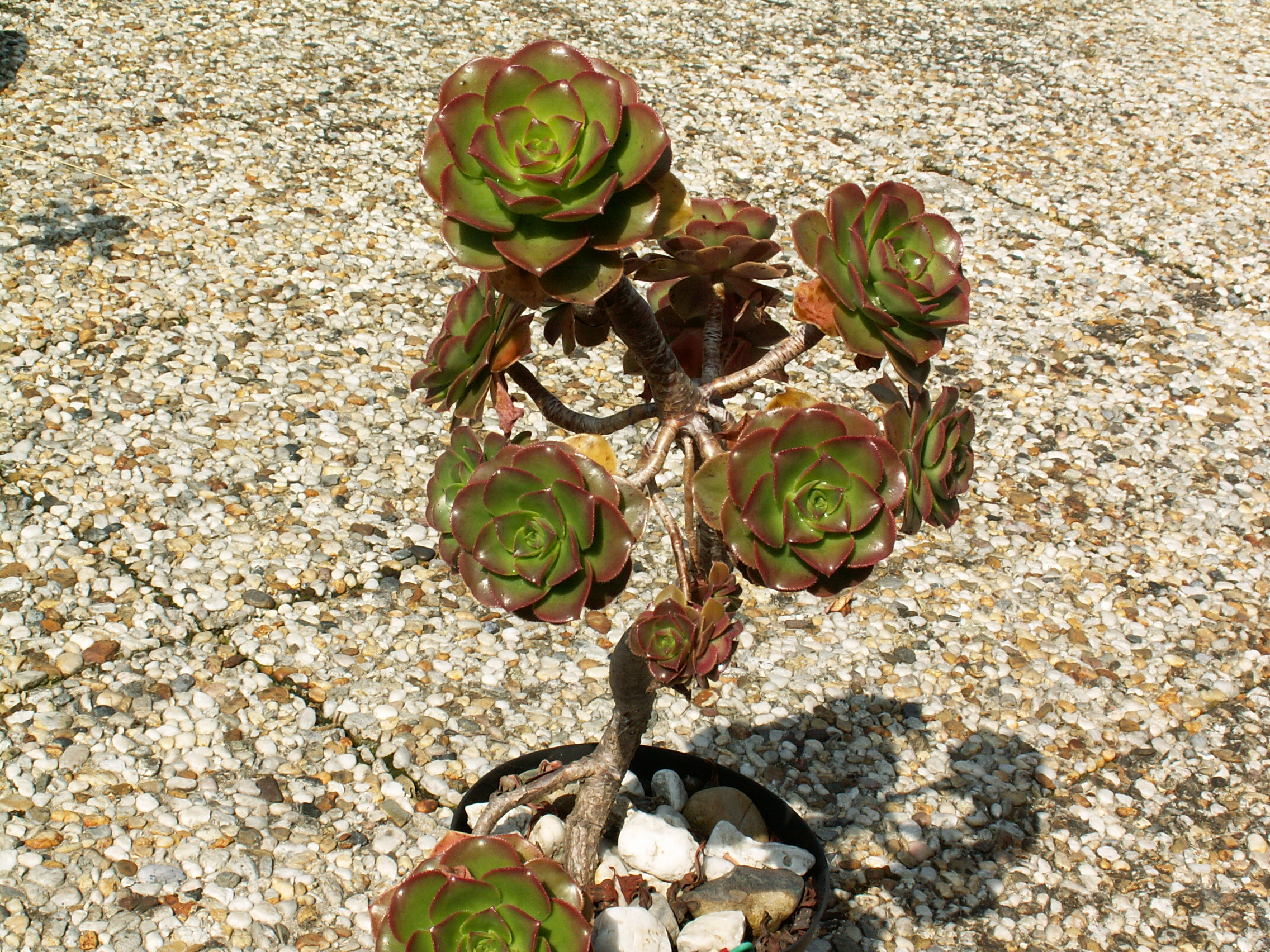
Aeonium percarneum
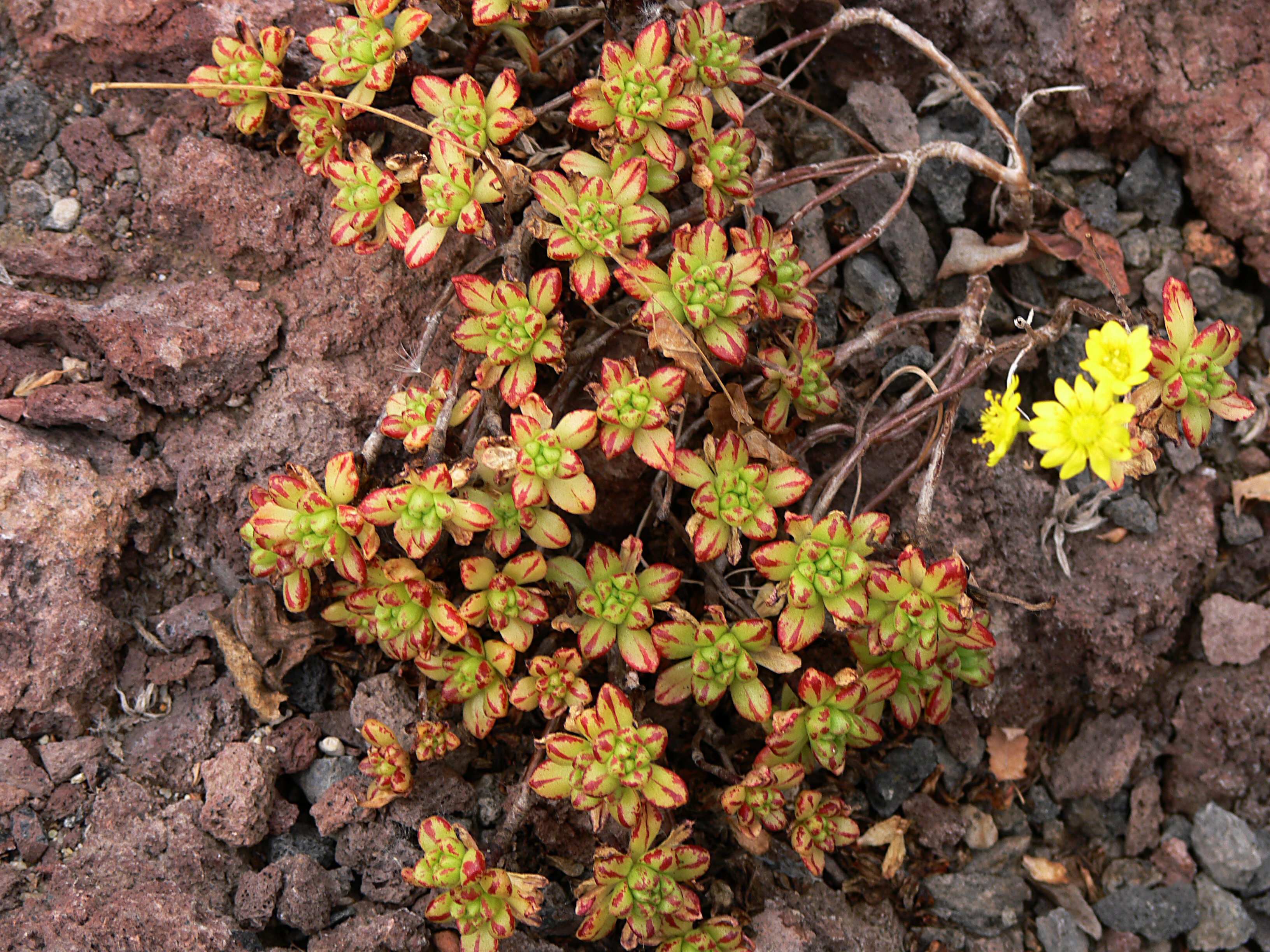
Aeonium sedifolium
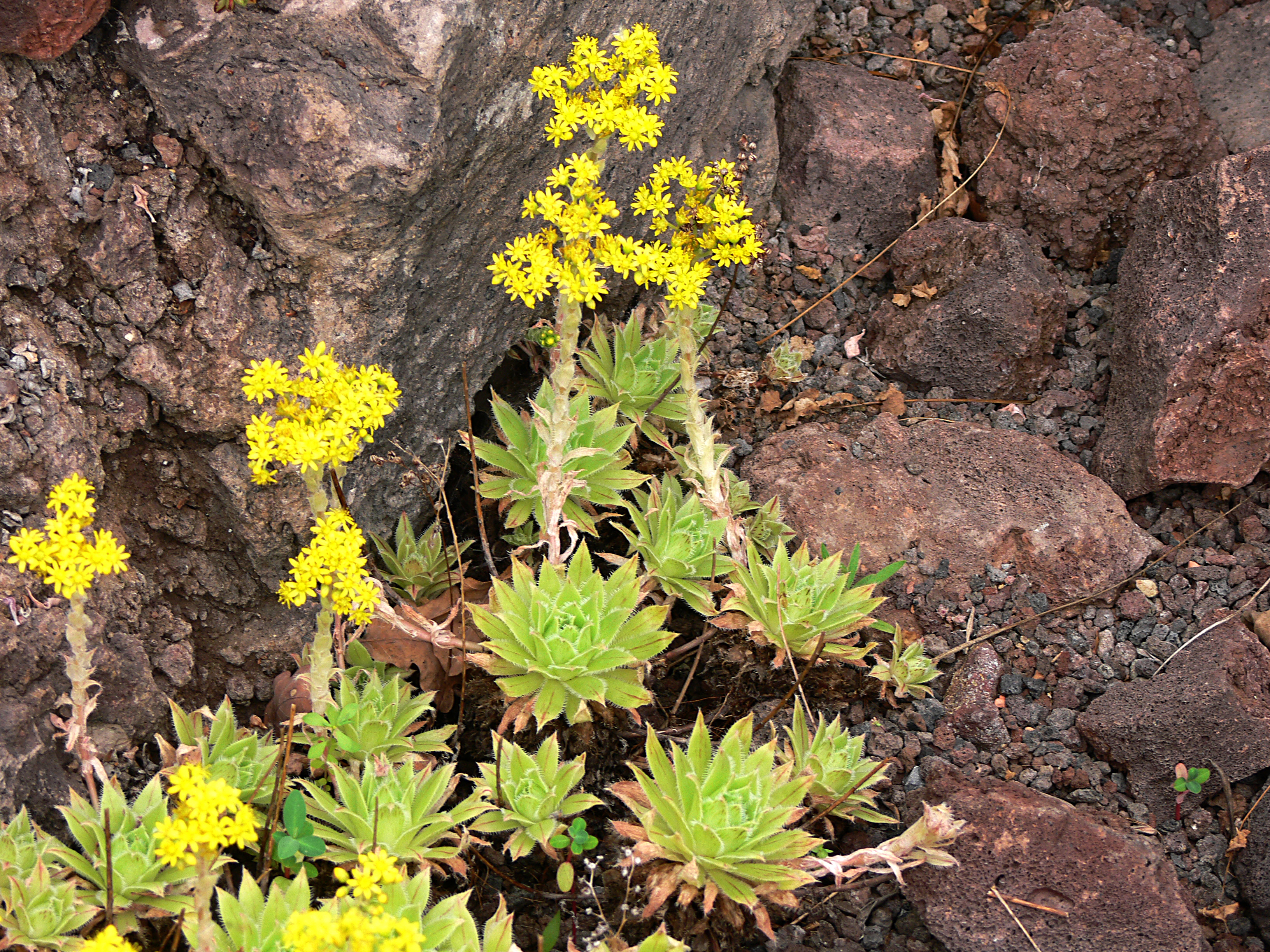
Aeonium simsii
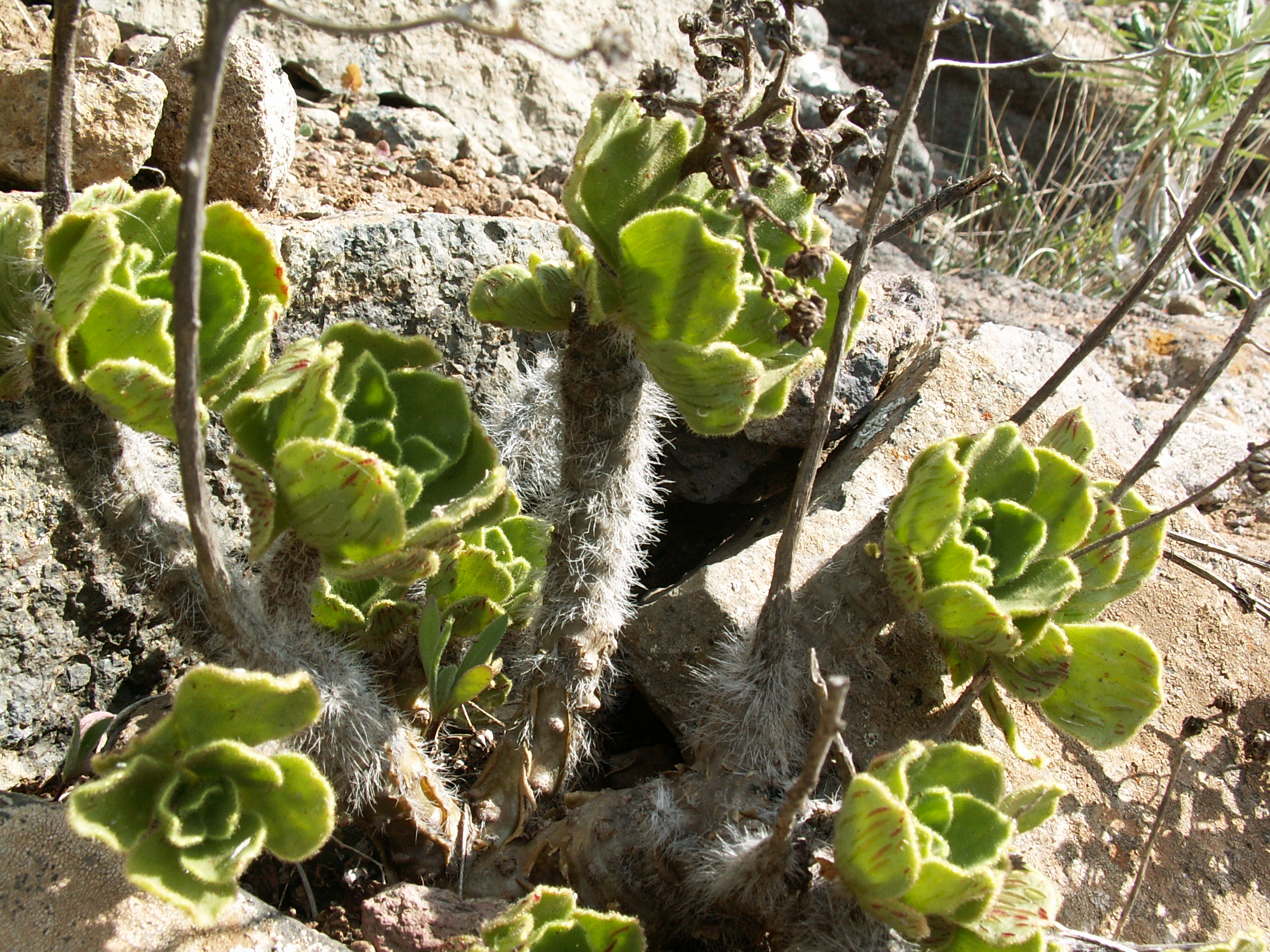
Aeonium smithii
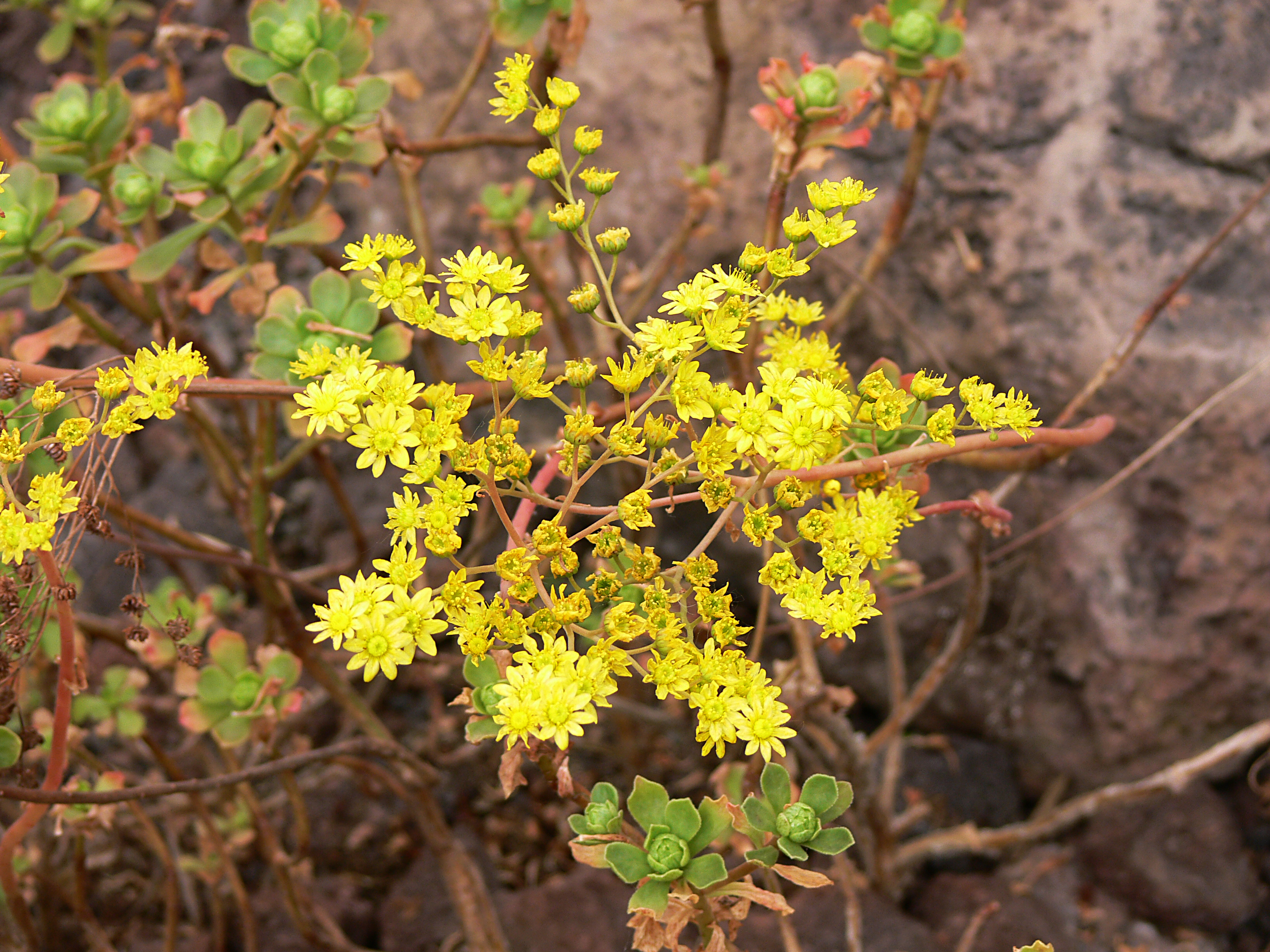
Aeonium spathulatum
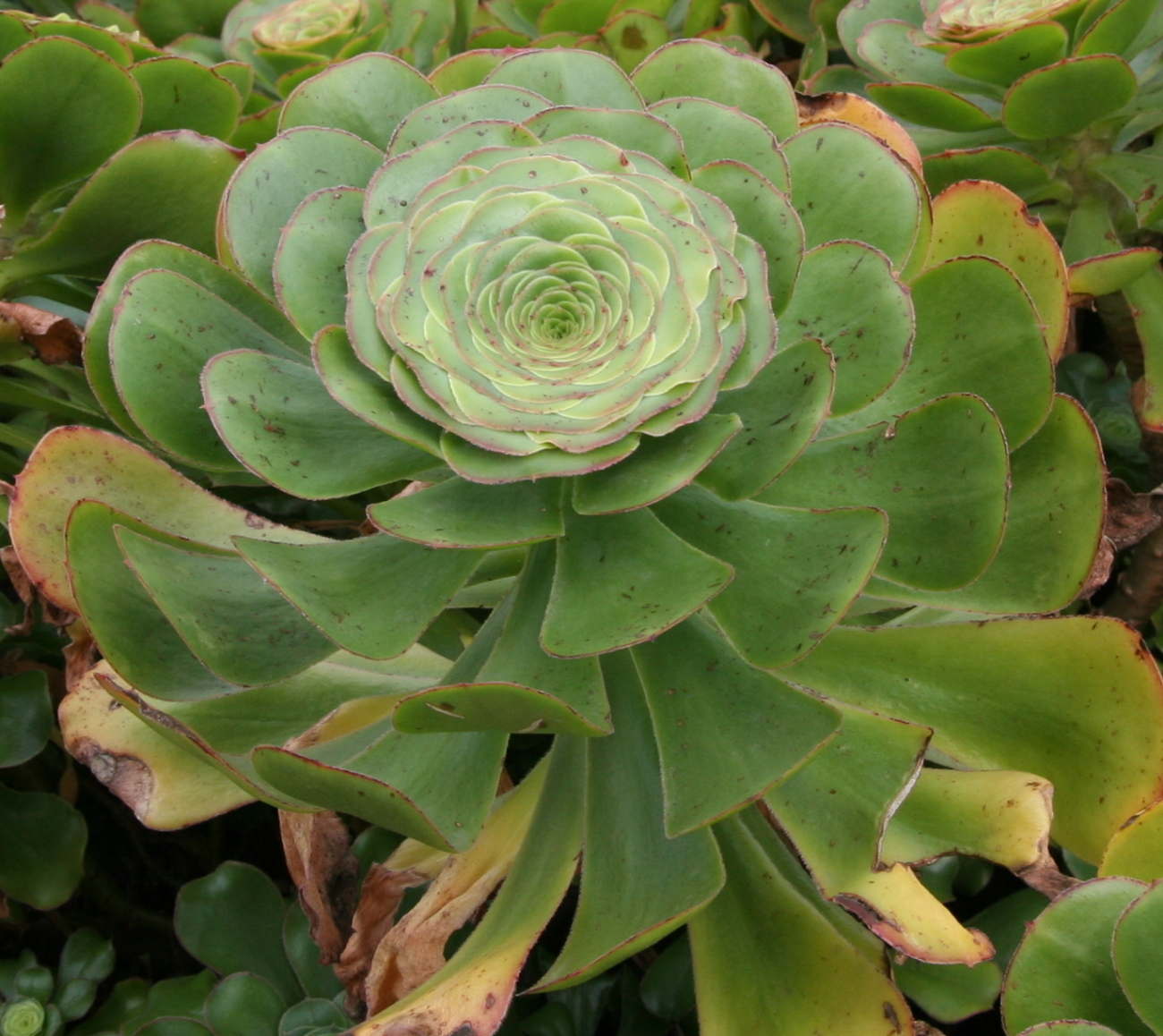
Aeonium undulatum
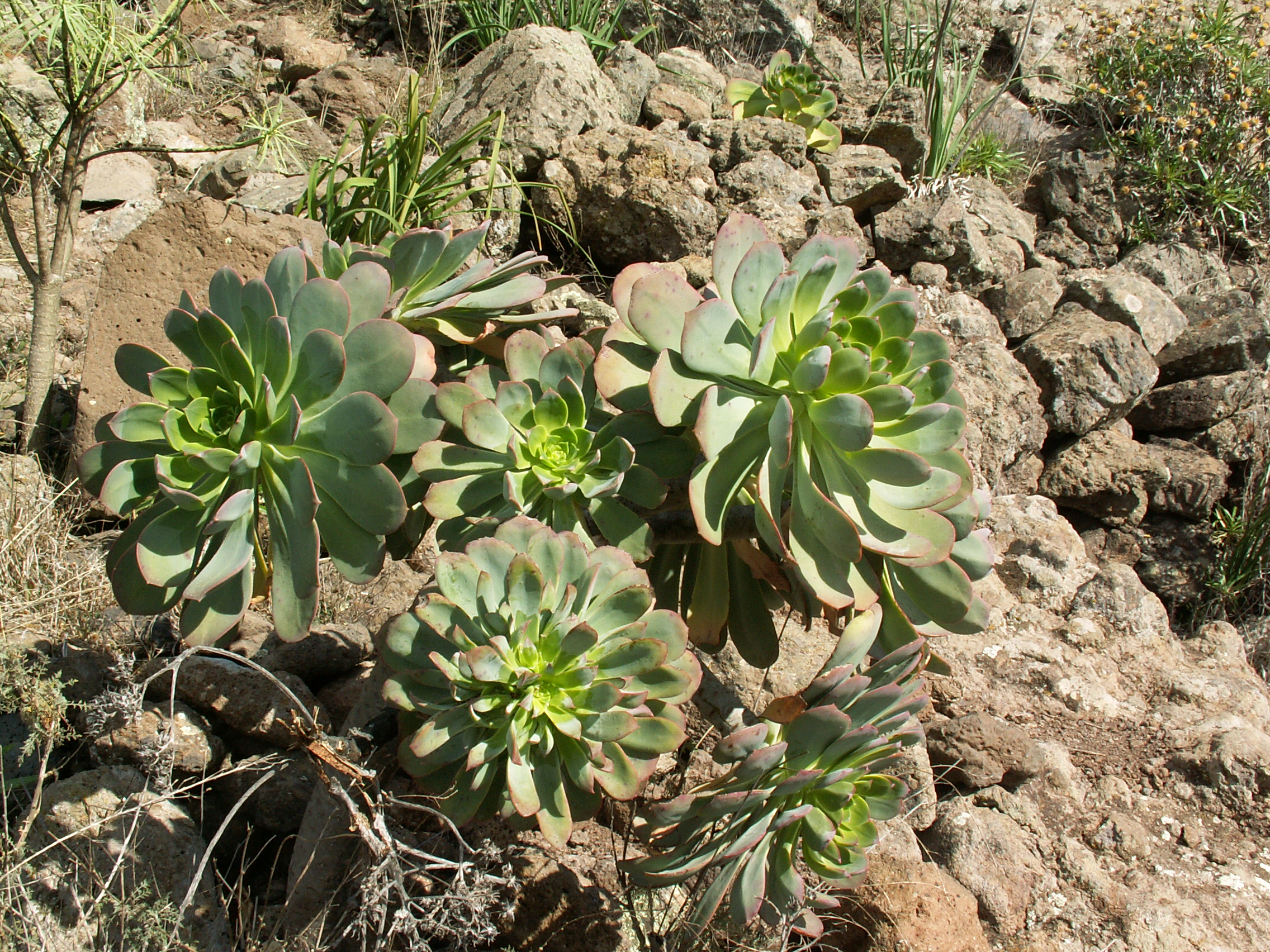
Aeonium urbicum
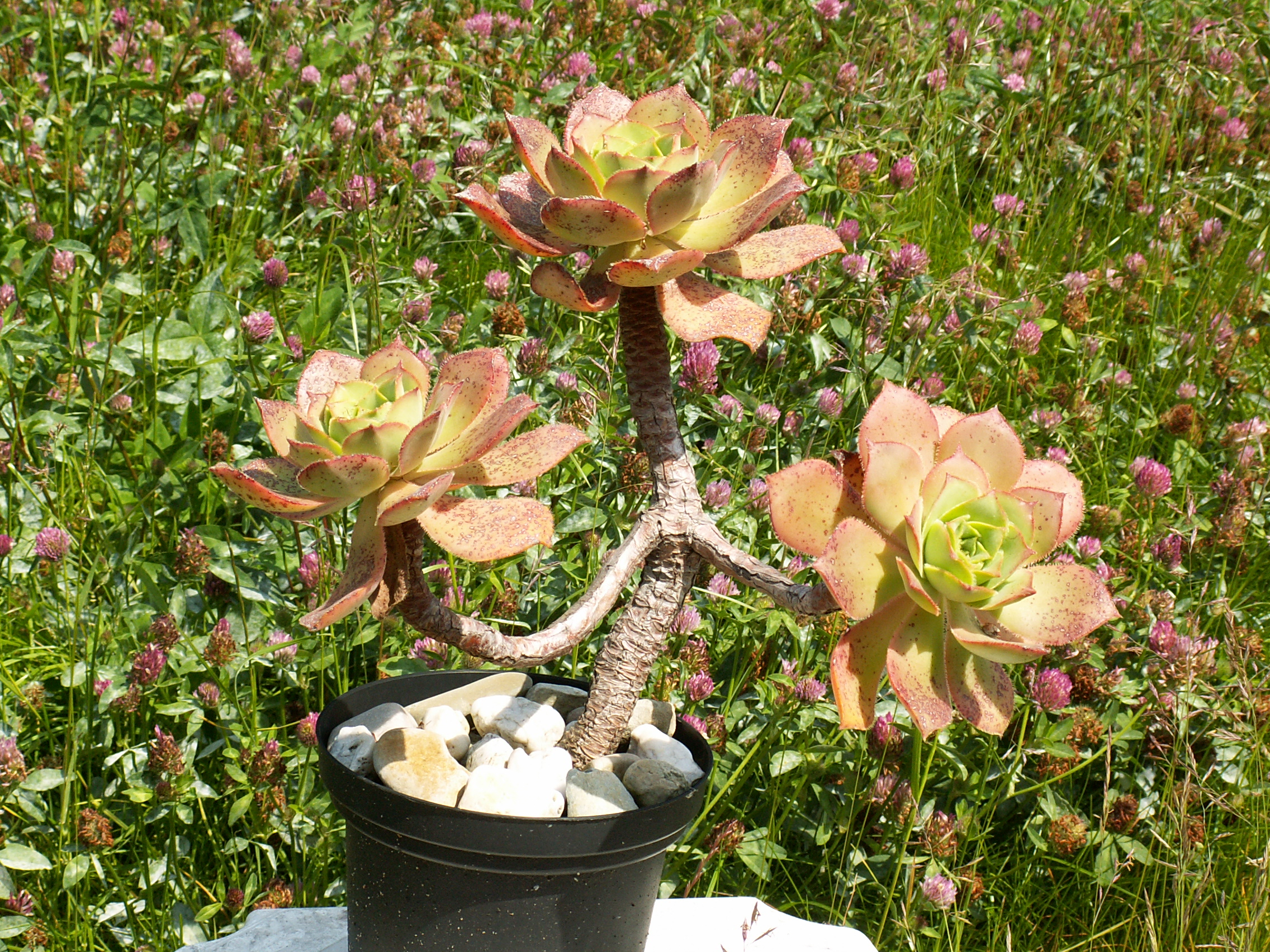
Aeonium valverdense
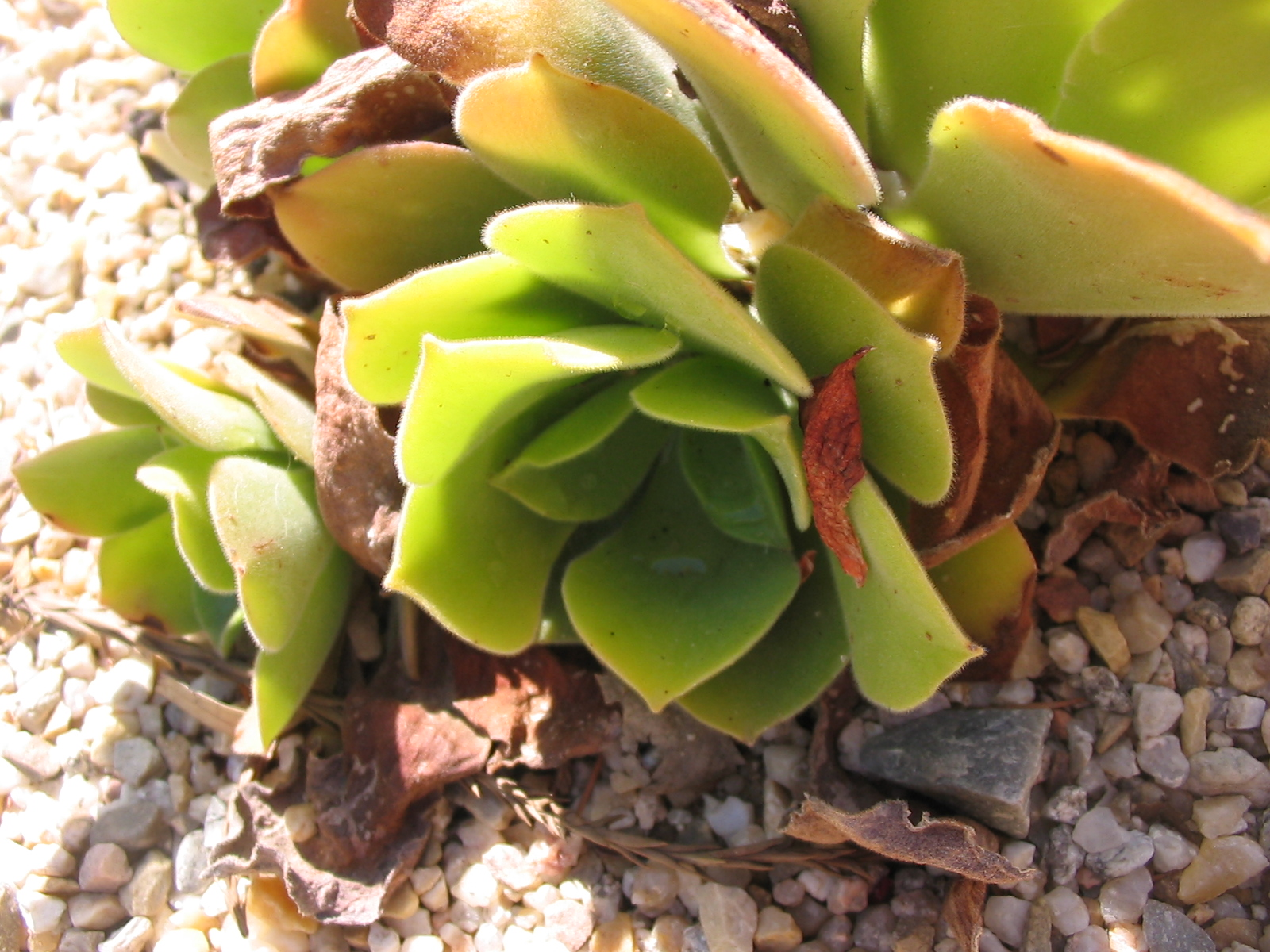
Aeonium virginium